# 克丽丝廷·本特松
克丽丝廷·本特松（瑞典語：Kristin Bengtsson，1970年1月12日—），瑞典女子足球运动员。她曾代表瑞典参加1995年、1999年和2003年国际足联女子世界杯。她也曾参加1996年、2000年和2004年夏季奥林匹克运动会。